# Северен кардинал
Северният кардинал, известен още като червен кардинал (Cardinalis cardinalis), е вид птица от семейство Кардиналови (Cardinalidae). Видът е незастрашен от изчезване.

## Разпространение
Разпространен е в Белиз, Бермудски острови, Канада, Гватемала, Мексико и САЩ.